# 山岸智
山岸 智（やまぎし さとる、1983年5月3日 - ）は、千葉県千葉市稲毛区出身の元サッカー選手。登録ポジションはミッドフィールダー。東京学館浦安高等学校卒業。元日本代表。

## 人物
左右やサイドバック・ウイングバックの差を問わず、アウトサイドならばどこでもこなせる選手。過去にはセンターフォワードやトップ下も経験している。運動量が豊富で、オフ・ザ・ボールの動きからゴール前に飛び込むプレーが持ち味。

## 来歴
ジェフユナイテッド市原ジュニアユース及びユース出身。ジュニアユース時代はセンターフォワード、ユース時代はフォワードの他、ボランチやウイングなど複数のポジションを経験した。中学3年次にクラブユース選手権優勝、高校3年次2001年のJユースカップで大会得点王に輝く。
2002年、トップチームに昇格。2003年、イビチャ・オシムによって評価され、同シーズンの開幕戦・対東京ヴェルディ1969戦で、右ウイングの位置でプロ初先発出場。その後は坂本將貴と右サイドのスタメンを争う存在となった。2005年、左サイドを務めていた村井慎二の移籍に伴い、左サイドとしても出場機会を増やしていく。
2006年、先発メンバーに定着。リーグ戦は全試合に出場。自己最多の6得点を挙げ、ナビスコカップにおいても5試合出場で4得点とゴールを量産、カップ戦連覇に大きく貢献した。リーグ戦ではイエローカードを1枚も貰わなかったことから、フェアプレー個人賞を受賞した。10月に日本代表監督に就任したオシムによってA代表に初めて選出され、2006年10月4日のガーナ戦で代表初出場を飾った。2007年、アジアカップに出場。
2007年末、川崎フロンターレからオファーが届き、千葉からは残留要請されるも、千葉フロントに対する不信感から移籍を決意する。移籍金2億5千万円（推定）。移籍当初はサイドバックとして起用される も機能せず、リーグ29試合に出場しながらも先発から外れることが増えた。2009年、サイドアタッカーへのコンバートを志願するも、この時既にサイドのスタメンにはレナチーニョがおり、さらにはルーキーの登里享平の台頭もあってわずか16試合の出場に留まり、無得点に終わった。また、この頃オシムが日本代表監督を退任し、自身も代表から遠ざかった。
2010年、出場機会を求めてサンフレッチェ広島へ期限付き移籍。広島では負傷欠場の時期を除いてレギュラーに定着し、3年ぶりの得点も記録。2011年より完全移籍を果たした。2012年、レギュラーで試合に出ていたものの、5月から体調不良により欠場し、7月に右下肢血流障害と診断され離脱した。以降、清水航平や朴亨鎮・柏好文らと左サイドのレギュラーを争いターンオーバーで起用されたものの、広島時代晩年は怪我が続き出場機会が激減した。2015年には千葉時代から続く、リーグ戦でゴールした試合29戦連続負けなし（21勝8分）の記録を作っている。2015年末に契約満了。
2012、2013、2015年にJ1リーグ優勝を達成している。
2016年、大分トリニータに完全移籍。このシーズンから大分監督に就任した片野坂知宏は広島コーチ時代に山岸を見ており、その片野坂からのオファーにより大分移籍を決断した。プロ15年目にして初めてJ1以外のディビジョンのクラブに所属する事となった。同年より2年間大分のキャプテンを務めた。山口貴弘や途中加入の山口真司らと左サイドバックのポジションを争いながらも、リーグ戦18試合に出場。同年末に開催されたJリーグアウォーズにおいてはMYアウォーズのJ3リーグ部門ベストイレブンに選出された。2017年限りで契約満了に伴い大分を退団 し、2018年から関東リーグ1部のVONDS市原に移籍した。
2021年1月21日、現役を引退した。

## 個人成績
| 国内大会個人成績 | 国内大会個人成績 | 国内大会個人成績 | 国内大会個人成績 | 国内大会個人成績 | 国内大会個人成績 | 国内大会個人成績 | 国内大会個人成績 | 国内大会個人成績 | 国内大会個人成績 | 国内大会個人成績 | 国内大会個人成績 |
| 年度             | クラブ           | 背番号           | リーグ           | リーグ戦         | リーグ戦         | リーグ杯         | リーグ杯         | オープン杯       | オープン杯       | 期間通算         | 期間通算         |
| 年度             | クラブ           | 背番号           | リーグ           | 出場             | 得点             | 出場             | 得点             | 出場             | 得点             | 出場             | 得点             |
| 日本             | 日本             | 日本             | 日本             | リーグ戦         | リーグ戦         | リーグ杯         | リーグ杯         | 天皇杯           | 天皇杯           | 期間通算         | 期間通算         |
| ---------------- | ---------------- | ---------------- | ---------------- | ---------------- | ---------------- | ---------------- | ---------------- | ---------------- | ---------------- | ---------------- | ---------------- |
| 2002             | 市原/千葉        | 26               | J1               | 0                | 0                | 0                | 0                | 0                | 0                | 0                | 0                |
| 2003             | 市原/千葉        | 26               | J1               | 20               | 2                | 3                | 0                | 0                | 0                | 23               | 2                |
| 2004             | 市原/千葉        | 16               | J1               | 12               | 4                | 3                | 0                | 0                | 0                | 15               | 4                |
| 2005             | 市原/千葉        | 16               | J1               | 30               | 2                | 7                | 0                | 1                | 0                | 38               | 2                |
| 2006             | 市原/千葉        | 16               | J1               | 34               | 6                | 10               | 5                | 1                | 0                | 45               | 11               |
| 2007             | 市原/千葉        | 16               | J1               | 34               | 6                | 5                | 1                | 1                | 0                | 40               | 7                |
| 2008             | 川崎             | 8                | J1               | 29               | 0                | 3                | 0                | 0                | 0                | 32               | 0                |
| 2009             | 川崎             | 8                | J1               | 16               | 0                | 2                | 0                | 0                | 0                | 18               | 0                |
| 2010             | 広島             | 16               | J1               | 24               | 3                | 2                | 2                | 1                | 0                | 27               | 5                |
| 2011             | 広島             | 16               | J1               | 30               | 1                | 1                | 0                | 2                | 0                | 33               | 1                |
| 2012             | 広島             | 16               | J1               | 16               | 2                | 0                | 0                | 0                | 0                | 16               | 2                |
| 2013             | 広島             | 16               | J1               | 26               | 0                | 1                | 0                | 1                | 0                | 28               | 0                |
| 2014             | 広島             | 16               | J1               | 15               | 2                | 4                | 0                | 1                | 0                | 20               | 2                |
| 2015             | 広島             | 16               | J1               | 4                | 1                | 0                | 0                | 3                | 0                | 7                | 1                |
| 2016             | 大分             | 16               | J3               | 18               | 0                | -                | -                | 1                | 0                | 19               | 0                |
| 2017             | 大分             | 16               | J2               | 26               | 0                | -                | -                | 1                | 0                | 27               | 0                |
| 2018             | V市原            | 14               | 関東1部          |                  | 3                | -                | -                | 1                | 0                |                  | 3                |
| 2019             | V市原            | 14               | 関東1部          | 13               | 0                | -                | -                | -                | -                | 13               | 0                |
| 2020             | V市原            | 14               | 関東1部          | 3                | 1                | -                | -                | 0                | 0                | 3                | 1                |
| 通算             | 日本             | 日本             | J1               | 290              | 29               | 41               | 8                | 12               | 0                | 342              | 37               |
| 通算             | 日本             | 日本             | J2               | 26               | 0                | -                | -                | 1                | 0                | 27               | 0                |
| 通算             | 日本             | 日本             | J3               | 18               | 0                | -                | -                | 1                | 0                | 19               | 0                |
| 通算             | 日本             | 日本             | 関東1部          |                  |                  | -                | -                |                  |                  |                  |                  |
| 総通算           | 総通算           | 総通算           | 総通算           | 334              | 29               | 41               | 8                | 14               | 0                | 388              | 37               |

- Jリーグ初出場: 2003年3月22日 J1 1st第1節 東京ヴェルディ1969戦（市原臨海）
- Jリーグ初得点: 同上

その他の公式戦
- 2013年
  - XEROX SUPER CUP 1試合0得点
- 2014年
  - XEROX SUPER CUP 1試合0得点
- 2015年
  - Jリーグチャンピオンシップ 1試合0得点

| 国際大会個人成績 | 国際大会個人成績 | 国際大会個人成績 | 国際大会個人成績 | 国際大会個人成績 | FIFA      | FIFA      |
| 年度             | クラブ           | 背番号           | 出場             | 得点             | 出場      | 得点      |
| AFC              | AFC              | AFC              | ACL              | ACL              | クラブW杯 | クラブW杯 |
| ---------------- | ---------------- | ---------------- | ---------------- | ---------------- | --------- | --------- |
| 2009             | 川崎             | 8                | 4                | 0                | -         | -         |
| 2010             | 広島             | 16               | 6                | 0                | -         | -         |
| 2012             | 広島             | 16               | -                | -                | 3         | 1         |
| 2013             | 広島             | 16               | 4                | 0                | -         | -         |
| 2014             | 広島             | 16               | 5                | 1                | -         | -         |
| 2015             | 広島             | 16               | -                | -                | 0         | 0         |
| 通算             | AFC              | AFC              | 19               | 1                | 3         | 1         |

その他の国際公式戦
- 2006年
  - A3チャンピオンズカップ 3試合0得点

## タイトル

### クラブ
ジェフユナイテッド千葉
- Jリーグカップ：2回（2005年、2006年）

サンフレッチェ広島
- J1リーグ：3回（2012年、2013年、2015年）
- ゼロックススーパーカップ：2回（2013年、2014年）

大分トリニータ
- J3リーグ（2016年）

### 個人
- Jユースカップ得点王：1回（2001年）
- Jリーグ フェアプレー個人賞：1回（2006年）
- J3リーグMYアウォーズ ベストイレブン：1回（2016年）

## 代表歴

### 出場大会
- 日本ユース代表 (U-20)
  - 2003 FIFAワールドユース選手権
- 日本A代表
  - AFCアジアカップ2007

### 試合数
- 国際Aマッチ: 11試合 0得点 (2006 - 2008)

| 日本代表 | 国際Aマッチ | 国際Aマッチ |
| 年       | 出場        | 得点        |
| -------- | ----------- | ----------- |
| 2006     | 3           | 0           |
| 2007     | 5           | 0           |
| 2008     | 3           | 0           |
| 通算     | 11          | 0           |

### 出場
| No. | 開催日         | 開催都市         | スタジアム                             | 対戦国                 | 結果        | 監督     | 大会                                   |
| --- | -------------- | ---------------- | -------------------------------------- | ---------------------- | ----------- | -------- | -------------------------------------- |
| 1.  | 2006年10月4日  | 横浜             | 横浜国際総合競技場                     | ガーナ                 | ●0-1        | オシム   | キリンチャレンジカップ2006             |
| 2.  | 2006年10月11日 | バンガロール     | シュリー・カンティーラヴァ・スタジアム | インド                 | ○3-0        | オシム   | AFCアジアカップ2007 予選大会           |
| 3.  | 2006年11月15日 | 札幌             | 札幌ドーム                             | サウジアラビア         | ○3-1        | オシム   | AFCアジアカップ2007 予選大会           |
| 4.  | 2007年6月1日   | 袋井             | エコパスタジアム                       | モンテネグロ           | ○2-0        | オシム   | キリンカップサッカー2007               |
| 5.  | 2007年7月9日   | ハノイ           | ミーディン国立競技場                   | カタール               | △1-1        | オシム   | AFCアジアカップ2007                    |
| 6.  | 2007年7月28日  | パレンバン       | ゲロラ・シュリーヴィジャヤ・スタジアム | 韓国                   | ●0-0PK(5-6) | オシム   | AFCアジアカップ2007                    |
| 7.  | 2007年9月11日  | クラーゲンフルト | ヴェルターゼー・シュターディオン       | スイス                 | ○4-3        | オシム   | 3大陸トーナメント                      |
| 8.  | 2007年10月17日 | 大阪             | 大阪長居スタジアム                     | エジプト               | ○4-1        | オシム   | AFCアジア/アフリカチャレンジカップ2007 |
| 9.  | 2008年1月26日  | 東京             | 国立競技場                             | チリ                   | △0-0        | 岡田武史 | キリンチャレンジカップ2008             |
| 10. | 2008年2月17日  | 重慶             | 重慶市奥林匹克体育中心                 | 朝鮮民主主義人民共和国 | △1-1        | 岡田武史 | 東アジアサッカー選手権2008             |
| 11. | 2008年3月26日  | リーファ         | バーレーン・ナショナル・スタジアム     | バーレーン             | ●0-1        | 岡田武史 | 2010 FIFAワールドカップ・アジア3次予選 |